# ريد كراندال
ريد كراندال (بالإنجليزية: Reed Crandall)‏ هو رسام بالرصاص أمريكي، ولد في 22 فبراير 1917 في وينسلو في الولايات المتحدة، وتوفي في 13 سبتمبر 1982 في ويتشيتا في الولايات المتحدة.